# Griselinia
Griselinia — рід семи видів кущів і дерев, які поширені в Новій Зеландії та Південній Америці. Це класичний зразок антарктичної флори. Це єдиний рід у родині Griseliniaceae; у минулому його часто поміщали в Cornaceae, але він відрізняється багатьма особливостями.

## Опис
Це невеликі дводомні дерева або кущі заввишки до 20 м з прямовисними гілками, або кущі заввишки до 2 метрів. Листя вічнозелене, товсте і шкірясте, гладке і блискуче зверху, часто блідіше знизу. Квітки дуже дрібні, з п'ятьма чашолистками та тичинками та одним рильцем, розташовані на кінцевих або пазушних китицях або волотях. Довжина пелюсток 2–3 мм. Однак жіноча квітка G. lucida не має пелюсток. Плід — невелика червона чи фіолетова ягода овальної форми довжиною 5–10 мм.